# Rondeau M379
La Rondeau M379 è una vettura sport prototipo da competizione costruita a partire dal 1979 dalla Automobiles Jean Rondeau. Derivata dalla M378 dell'anno precedente (a sua volta nata dalle ceneri dell'Inaltera LM), in seguito fu evoluta nelle versioni M379B e M379C.

## Tecnica
Al pari della Inaltera LM e della M378, la M379 era dotata di un Telaio a traliccio in acciaio con pannelli sandwich di rinforzo in alluminio, a cui era collegato con funzioni strutturali il motore. Le sospensioni erano a quadrilateri deformabili su tutte e quattro le ruote, con freni a disco della Lockheed. Il propulsore era il classico Ford Cosworth DFV V8 3,0 litri, oramai collaudato anche per le gare di durata e capace di fornire oltre 450 CV in tale configurazione, accoppiato a un cambio Hewland a cinque rapporti.
La carrozzeria della vettura, progettata con l'ausilio della società Bureau de Design Ovale era realizzata in vetroresina e concepita per l'uso esclusivo a Le Mans, ove la scorrevolezza è una caratteristica decisiva: molto filante, priva di alettone posteriore e con solo un paio di pinne posteriori per la stabilità alle alte velocità, si differenziava dal disegno originale dell'"Inaltera LM" per la coda allungata e le ruote posteriori parzialmente coperte. Le successive versioni furono sottoposte a vari affinamenti, i più visibili dei quali furono l'uso di due piccoli alettoni sulla M379B e di un alettone a tutta larghezza sulla M379C, che inoltre vide installato su un paio di esemplari il nuovo motore Ford Cosworth DFL V8 3,3 litri, una variante del vecchio DFV progettata per le gare di durata

## Risultati sportivi
1979
Tre Rondeau M379 furono iscritte alla 24 Ore di Le Mans 1979, di cui una realizzata modificando la M378 costruita l'anno precedente, ottenendo per ognuna di loro uno sponsor differente e riuscendo, in seguito al ritiro della Renault, a convincere di nuovo Henri Pescarolo e Jean-Pierre Beltoise a tornare a correre per la sua squadra. Così, con il sostegno di VSD e Canon, la Rondeau nº5 fu pilotata dalla coppia Jean Ragnotti/Bernard Darniche; la nº4, dipinta coi colori della filiale europea della ITT e della Oceanic, fu condivisa da Henri Pescarolo e Jean-Pierre Beltoise e, infine, Jacky Aran fece coppia con lo stesso Jean Rondeau sulla nº 55 con il patrocinio di Merlin Plage: per la prima volta Rondeau decise di collocare due dei suoi prototipi nella classe principale, il Gruppo 6 (classe "Sport oltre 2 litri") (la nº4 e nº5), mentre la nº55 fu iscritta alla classe GTP (classe "fino a 3 litri").
In qualifica, Pescarolo/Beltoise ottennero il 9º tempo e Ragnotti/Darniche il 6º tempo. Tuttavia, per la prima volta, un prototipo costruito da Rondeau non riuscì a finire la gara, dominata quell'anno dalle vetture silhouette del Gruppo 5, con la vittoria nella Porsche 935 Kremer Racing affidata al tedesco Klaus Ludwig e gli americani Don e Bill Whittington. Le altre due Rondeau terminarono la gara al 5º e al 10º posto (Ragnotti/Darniche e Pescarolo/Beltoise rispettivamente). Infine la Rondeau di Ragnotti/Darniche vinse il Gruppo 6 (classe "Sport oltre 2 litri").
1980
L'anno seguente, la Rondeau M379B dovette fronteggiare a Le Mans i numerosi team privati clienti della Porsche, tra cui il più accreditato era il Joest Racing con una barchetta Gruppo 6 pilotata dallo stesso Joest e da Jacky Ickx, seguiti dalle 935 del Gruppo 5. Il team francese si era preparato per la gara con una sessione di 26 ore di test a Le Castellet, durante la quale aveva scelto le modifiche all'alimentazione e al sistema di raffreddamento che avevano permesso un incremento di potenza di una trentina di cavalli, oltre a migliorie aerodinamiche per ridurre il Cx.

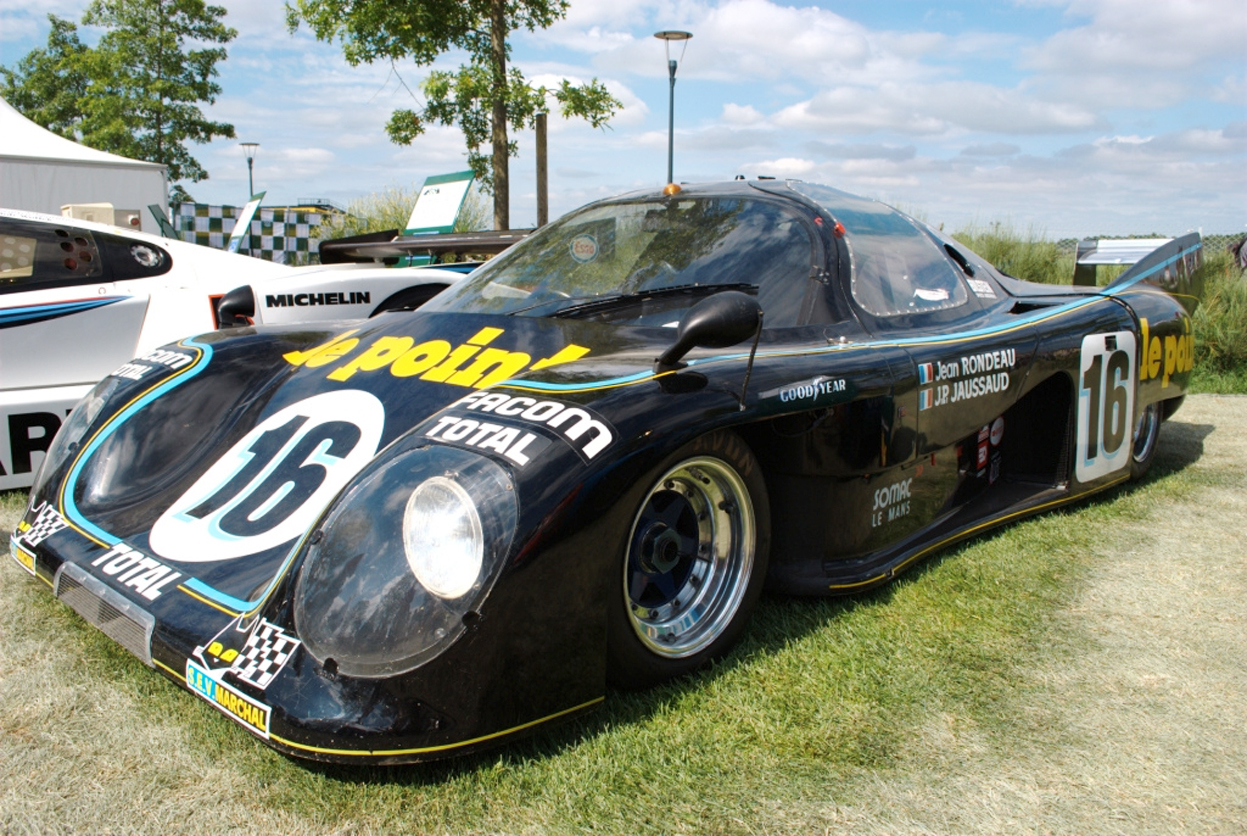
La Rondeau M379B di Rondeau/Jaussaud

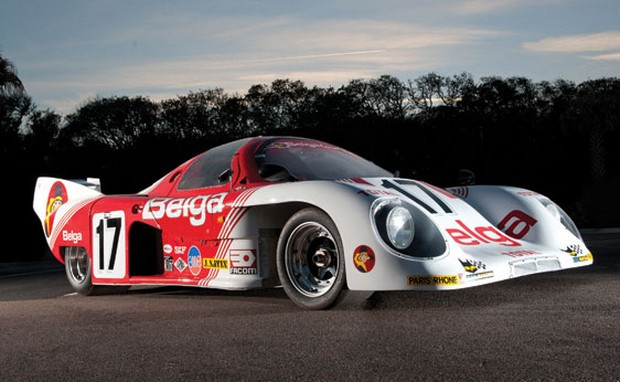
La Rondeau M379B di Gordon Spice e dei fratelli Martin, vincitrice della Classe GTP

La prima fase di gara sotto un diluvio avvantaggiò le vetture coupé come la Porsche 935, la BMW M1 e la stessa Rondeau, ma un miglioramento delle condizioni meteo permise alla Porsche 936 di superare durante la notte la Rondeau che conduceva la gara e di distanziare la vettura francese. Dopo numerosi cambi di posizione dovuti ai rifornimenti e alle manutenzioni, attorno alle 7:00 la barchetta Porsche aveva un solido vantaggio. Ma la Scuderia Joest aveva sottostimato la Rondeau e non si aspettava che il motore Ford Cosworth DFV fosse così affidabile: Joest e Ickx corsero di conserva e alle 10:00, quando la loro vettura ebbe un problema al cambio, non ebbero margine sufficiente. La Rondeau di Jean Rondeau e Jean-Pierre Jaussaud prese il comando e un vantaggio di tre giri, costringendo il Joest Racing a un nuovo inseguimento.
Al cambio piloti, a un'ora e mezza dalla fine, la Rondeau aveva ancora due giri di vantaggio, ma la Porsche era più veloce. A 35 minuti dalla fine ricominciò a piovere. Ickx si fermò per montare le gomme da pioggia, mentre Jaussaud mantenne le slick, facendo una scelta rischiosa che alla fine si rivelò indovinata: rimase in testa. Con l'infittirsi della pioggia, all'ultimo giro Jaussaud perse il controllo dell'auto, ma per sua fortuna la Rondeau non urtò niente.
Per la prima volta un pilota vinceva Le Mans con una vettura da lui stesso costruita, accompagnato sul podio dai compagni di squadra Gordon Spice, Philippe Martin e Jean-Michel Martin, vincitori della Classe GTP.
1981
Alla 24 Ore di Le Mans 1981 Rondeau si presentò con la M379 in versione C. Con i due esemplari di questa automobile iscritti nella categoria GTP la squadra fece suoi il 2º posto con Jacky Haran, Jean-Louis Schlesser e Philippe Streiff e il 3º posto con Gordon Spice e François Migault, mentre la vettura di Jean Ragnotti/Jean-Louis Lafosse, iscritta tra le "Sport oltre 2 litri", ebbe un incidente mortale sul rettilineo dell'Hunaudières con Lafosse era al volante; le cause non furono mai chiarite.
Oltre a queste tre vetture la squadra aveva altre due M379C, spinte però dal Cosworth DFL 3,3 litri e iscritte anch'esse tra le "Sport oltre 2 litri": una per lo stesso Jean e Jean-Pierre Jaussaud, che si ritirarono dopo 58 giri per la rottura del telaio, e l'altra per Henri Pescarolo e Patrick Tambay fermati dalla rottura della pompa della benzina al 41º giro.
Gli anni seguenti
Nel 1982 la squadra di Jean Rondeau schierò nel Campionato mondiale Endurance le nuove M382, perciò le M379C furono schierate solo a Le Mans dalle squadre private "Primagaz" per l'equipaggio tutto francese Pierre Yver/Bruno Sotty/Lucien Guitteny, che finì al 10º posto, e da Jacky Haran per se stesso, Vivian Candy e Hervé Poulain, ritiratisi per rottura del motore.
Nel 1983 Rondeau iscrisse sette vetture, tra cui anche una M379C e la affidò a Vic Elford, Joël Gouhier e Anny Charlotte Verney. La vettura, qualificatasi 32ª, si ritirò a un terzo della gara per rottura di una valvola.
Nel 1984 il team Graff Racing schierò la sua M379C (telaio 006) in tre gare del Campionato mondiale Endurance, iscritta nella categoria C2 per Jean-Paul Libert, Jean Philippe Grand e Pascal Witmeur, ritirandosi nella 1000 km di Monza e classificandosi all'11º posto a Le Mans e al 10º posto alla 1000 km di Spa.